# Schweiz i olympiska vinterspelen 1988
Schweiz deltog i olympiska vinterspelen 1988. Schweiz trupp bestod av 70 idrottare, 56 män och 14 kvinnor. 11 av de 15 medaljer Schweiz vann togs i alpin skidåkning

## Medaljer

### Guld
- Alpin skidåkning
  - Störtlopp herrar: Pirmin Zurbriggen
  - Storslalom herrar: Vreni Schneider
  - Slalom herrar: Vreni Schneider

- Nordisk kombination
  - Individuell herrar: Hippolyt Kempf

- Bob
  - Fyra-manna herrar: Ekkehard Fasser, Marcel Fässler, Kurt Meier och Werner Stocker

### Silver
- Alpin skidåkning
  - Störtlopp herrar: Peter Müller
  - Super-G damer: Michela Figini
  - Störtlopp damer: Brigitte Oertli
  - Kombinerad damer: Brigitte Oertli

- Nordisk kombination
  - Lag herrar: Hippolyt Kempf, Fredy Glanzmann och Andreas Schaad

### Brons
- Alpin skidåkning
  - Storslalom herrar: Pirmin Zurbriggen
  - Storslalom damer: Maria Walliser
  - Kombinerad damer: Maria Walliser
  - Kombinerad herrar: Paul Accola

- Längdskidåkning
  - 50 km herrar: Andreas "Andi" Grünenfelder